# 昌邑县抗日殉国烈士祠
昌邑县抗日殉国烈士祠，位于山东省昌邑市龙池镇。
2013年，列入第四批山东省文物保护单位，该文物保护单位是一座近现代重要史迹及代表性建筑。2019年10月7日，由中华人民共和国国务院公布为第八批全国重点文物保护单位。